# Blazing Arrows
Blazing Arrows er en amerikansk stumfilm fra 1922 af Henry McCarty.

## Medvirkende
- Lester Cuneo som John Strong
- Francelia Billington som Martha Randolph
- Clark Comstock som Gray Eagle
- Laura Howard som Mocking Bird
- Lafe McKee som Elias Thornby
- Lew Meehan som Bart McDermott
- Jim O'Neill